# Barbitistes vicetinus
Barbitistes vicetinus is een rechtvleugelig insect uit de familie sabelsprinkhanen (Tettigoniidae). De wetenschappelijke naam van deze soort is voor het eerst geldig gepubliceerd in 1993 door Galvagni & Fontana.
1. ↑  (en) Barbitistes vicetinus op de IUCN Red List of Threatened Species.